# Nigerská pokroková strana – Africké demokratické shromáždění
Nigerská progresivní strana – Africké demokratické shromáždění (francouzsky Parti Progressiste Nigérien-Rassemblement Démocratique Africain, PPN–RDA) je politická strana v Nigeru. Byla vládnoucí politickou stranou v době před osamostatněním Nigeru a během první republiky. V letech 1960 až 1974 byla jedinou legální stranou v Nigeru. Jejím předsedou byl první nigerský prezident Hamani Diori. Po pádu Dioriho režimu přestala strana existovat. Obnovena byla po pádu vojenského režimu a stala se menší parlamentní stranou vedenou Dioriho synem Abdoulyem Hamanim Diorim.

## Historie

### Před ziskem nezávislosti
Nigerská progresivní strana (PPN) se v roce 1946 spojila se sdružením regionálních stran podporujících nezávislost v rámci Francouzské Západní Afriky a Francouzské rovníkové Afriky a vytvořila Africké demokratické shromáždění (Rassemblement Démocratique Africain, RDA). Pod vedením Hamaniho Dioriho se PPN odvolávala na tradiční společnost v Kolonii Niger, zatímco její členové spolupracovali s Francouzskou komunistickou stranou, která jako jediná podporovala nezávislost francouzských kolonií.
V roce 1946 byla Nigerská pokroková strana jedinou nigerskou stranou, která podporovala nezávislost země. Mezi její nejvýznamnější členy patřil Hamani Diori a Djibo Bakary. Strana v té době měla pouze 5000 členů. Ve stejné době bylo koloniálním územím povoleno omezené zastoupení ve francouzském Národním shromáždění. Jedno křeslo bylo Nigeru přiděleno v roce 1946 a druhé v roce 1948. První křeslo obsadil předseda PPN Hamani Diori a druhé právník z Niamey s francouzským vzděláním Djibo Bakary. Levičák Bakary pomohl stranu, která již byla vnímána jako protifrancouzská, posunout populistickým směrem. PPN se spojila s RDA, která sama ve francouzském národním shromáždění spolupracovala s Francouzskou komunistickou stranou. Někteří členové, například předseda RDA Félix Houphouët-Boigny s touto spoluprací nesouhlasili. I v PPN se spoluprací s komunisty část členů nesouhlasila, zatímco stoupenci Bakaryho prosazovali levicovou politiku. Harou Kouka a Georges Condat se od PPN odpojili a vytvořili vlastní skupinu, která se rychle spojila s předchozími disidenty a vytvořila Unii nigerských nezávislých a sympatizantů (UNIS). Tato relativně konzervativní koalice těžila z francouzské podpory a v letech 1948 až 1952 získala kontrolu nad poradními orgány Kolonie Niger.
V 50. letech 20. století došlo ve straně k rozkolu. Dioriho frakce si zachovala název PPN i spojení s RDA, zatímco Bakary spojení s RDA přerušil, aby si udržel vazby s Francouzskou komunistickou stranou. Bakaryova nová strana Sawaba uspěla ve volbách v roce 1957 na úkor PPN. Při ústavním referendu v roce 1958 PPN podpořila pokračující spolupráci s Francií v rámci Francouzského společenství, zatímco její hlavní politický rival požadoval okamžitou nezávislost na Francii. Před ziskem nezávislosti v roce 1960 byla Sawaba za pomoci francouzských úředníků postavena mimo zákon.

### Po zisku nezávislosti

#### Období jedné strany
Od roku 1960 do roku 1974 byla PPN–RDA jedinou legální politickou stranou v Nigeru. V roce 1974 byl režim prezidenta Hamaniho Dioriho svržen vojenským pučem. Jako předseda PPN byl Diori jediným kandidátem na prezidenta v roce 1965 a ve volbách v roce 1970 svou funkci obhájil.
V tomto období byla zakázána veřejná kritika vedení, zasedání parlamentu byla převážně slavnostní a praktickou správou země byl pověřen Politický úřad PPN. V jeho čele stál Diori, Boubou Hama a malý kádr jejich podporovatelů. Mnoho lidí bylo nespokojeno, že PPN je svázána s tradičními elitami, příliš blízce spolupracuje s Francií a je zkorumpovaná. Hladomor, který zasáhl region po suchu v letech 1969 až 1973, skandály kolem nedostatku potravinové pomoci spolu s nespokojeností armády, vedl v dubnu 1974 k puči, který ukončil vedoucí roli PPN v nigerské politice.

#### Demokratické období
PPN-RDA byla obnovena v roce 1991 poté, co se země vrátila k demokratickému zřízení. Stranu v té době vedl nejstarší syn bývalého prezidenta, Abdoulaye Hamani Diori. Během parlamentních voleb v roce 1993 strana získala dvě křesla v Národním shromáždění. V prezidentských volbách konaných ve stejném roce byl kandidátem této strany Oumarou Garba Issoufou. Ten získal 2 % hlasů a skončil šestý. V parlamentních volbách v roce 1995 získala PPN–RDA pouze jeden mandát a poté, co v roce 1996 parlamentní volby bojkotovala, ztratila parlamentní zastoupení. Během všeobecných voleb v roce 1999 PPN-RDA nezískala žádný mandát. V parlamentních volbách konaných v roce 2004 kandidovala PPN-RDA ve spolupráci s Nigerskou stranou pro demokracii a socialismus (PNDS) a Nigerskou samosprávnou stranou (PNA).
V roce 2009 se strana postavila proti ústavnímu referendu, kterým se prezident Mamadou Tandja snažil prodloužit své funkční období. Během nigerské ústavní krize v letech 2009 až 2010 byla PPN–RDA členem opoziční koalice Fronta pro obranu demokracie a Koordinace sil pro demokracii a republiku. Ve všeobecných volbách v roce 2011 PPN–RDA podpořila v prezidentských volbách kandidáta PNDS Mahamadoua Issoufoua. Během stejných voleb do Národního shromáždění nezískala PPN–RDA žádný mandát a nepodařilo se jí to ani ve volbách v roce 2016. Neuspěla ani ve volbách v roce 2020, ve kterých získala pouze 0,19 % hlasů.

## Volební výsledky

### Prezidentské volby
| Rok voleb | Stranický kandidát     | První kolo | První kolo | Druhé kolo | Druhé kolo | Výsledek |
| Rok voleb | Stranický kandidát     | Hlasy      | %          | Hlasy      | %          | Výsledek |
| --------- | ---------------------- | ---------- | ---------- | ---------- | ---------- | -------- |
| 1965      | Hamani Diori           | 1 678 912  | 100 %      | -          | -          | zvolen   |
| 1970      | Hamani Diori           | 1 907 673  | 100 %      | -          | -          | zvolen   |
| 1993      | Oumarou Garba Issoufou | 25 769     | 1,99 %     | -          | -          | nezvolen |

### Parlamentní volby
| Rok voleb | Předseda strany                             | Hlasy                                       | %                                           | Získaná křesla                              | +/-                                         |
| --------- | ------------------------------------------- | ------------------------------------------- | ------------------------------------------- | ------------------------------------------- | ------------------------------------------- |
| 1952      | Hamani Diori                                | 5 278                                       |                                             | 0/35                                        |                                             |
| 1957      | Hamani Diori                                | 103 518                                     | 29,96 %                                     | 19/50                                       | ▲19                                         |
| 1958      | Hamani Diori                                | jako součást UCFA                           | jako součást UCFA                           | 49/50                                       | ▲30                                         |
| 1965      | Hamani Diori                                | 1 677 763                                   | 100 %                                       | 50/50                                       | ▲1                                          |
| 1970      | Hamani Diori                                | 1 850 968                                   | 100 %                                       | 50/50                                       |                                             |
| 1989      | strana od převratu v roce 1974 neexistovala | strana od převratu v roce 1974 neexistovala | strana od převratu v roce 1974 neexistovala | strana od převratu v roce 1974 neexistovala | strana od převratu v roce 1974 neexistovala |
| 1993      | Abdoulaye Hamani Diori                      | 32 615                                      | 2,60 %                                      | 2/83                                        | ▲2                                          |
| 1995      | Abdoulaye Hamani Diori                      | 18 294                                      | 1,27 %                                      | 1/83                                        | ▼1                                          |
| 1996      | Abdoulaye Hamani Diori                      | bojkot                                      | bojkot                                      | 0/83                                        | ▼1                                          |
| 1999      | Abdoulaye Hamani Diori                      | 10 912                                      | 0,62 %                                      | 0/83                                        |                                             |
| 2004      | Abdoulaye Hamani Diori                      | 61 997                                      | 2,71 %                                      | 4/113                                       | ▲4                                          |
| 2011      | Abdoulaye Hamani Diori                      | 12 549                                      | 0,39 %                                      | 0/113                                       | ▼4                                          |
| 2016      | Abdoulaye Hamani Diori                      | 23 048                                      | 0,48 %                                      | 0/171                                       |                                             |
| 2020–21   | Abdoulaye Hamani Diori                      | 9 053                                       | 0,19 %                                      | 0/166                                       |                                             |